# Francouzská akademie věd
Francouzská akademie věd (francouzsky Académie des sciences) je učenou společností založenou v roce 1666 Ludvíkem XIV. na návrh jeho ministra financí Jeana-Baptista Colberta s cílem podpořit a chránit francouzské vědecké bádání.
První roky fungovala tato společnost neformálně a bez stanov. Malá skupina učenců se scházela dvakrát týdně v Královské knihovně na pracovních setkáních.
20. ledna 1699 dal Ludvík XIV. této společnosti první pravidla: Akademie dostala název Královská akademie věd a byla usídlena v pařížském Louvre (odtud též neoficiální název Pařížská akademie věd). Slovo „královský“ v názvu bylo možná důvodem k tomu, že Národní konvent dne 8. srpna 1793 veškeré Akademie zrušil. 22. srpna 1795 však byl vytvořen Národní ústav věd a umění, který sloučil všechny dříve zrušené akademie včetně Francouzské akademie a Francouzské akademie věd. Téměř všichni původní členové zrušené Akademie byli formálně znovuzvoleni a zaujali svá dávná křesla – jednou z výjimek byl například Dominique hrabě Cassini, který odmítl své křeslo převzít.
V roce 1816 se Královská akademie věd stala znovu samostatnou, avšak brzy se stala součástí Francouzského institutu (Institut de France). Rokování Akademie jsou publikovány pod názvem Comptes rendus de l´Académie des Sciences (1835-1965).
V současné době je Akademie věd jednou z pěti akademií tvořících Francouzský institut. Její členové jsou voleni doživotně. Akademie má 150 řádných členů, 300 dopisujících členů (členů-korespondentů) a 120 zahraničních spolupracovníků. Je rozdělena na dvě vědecké skupiny: skupinu matematických a fyzikálních věd a skupinu věd chemických, geologických, biologických a lékařských.

## Zajímavosti
Dne 19. srpna 1839 Akademie na slavnostním zasedání darovala celému světu bez nároku na odměnu fotografický proces daguerrotypie, který vynalezl fotograf a výtvarník Louis Daguerre.